# Jon Snow

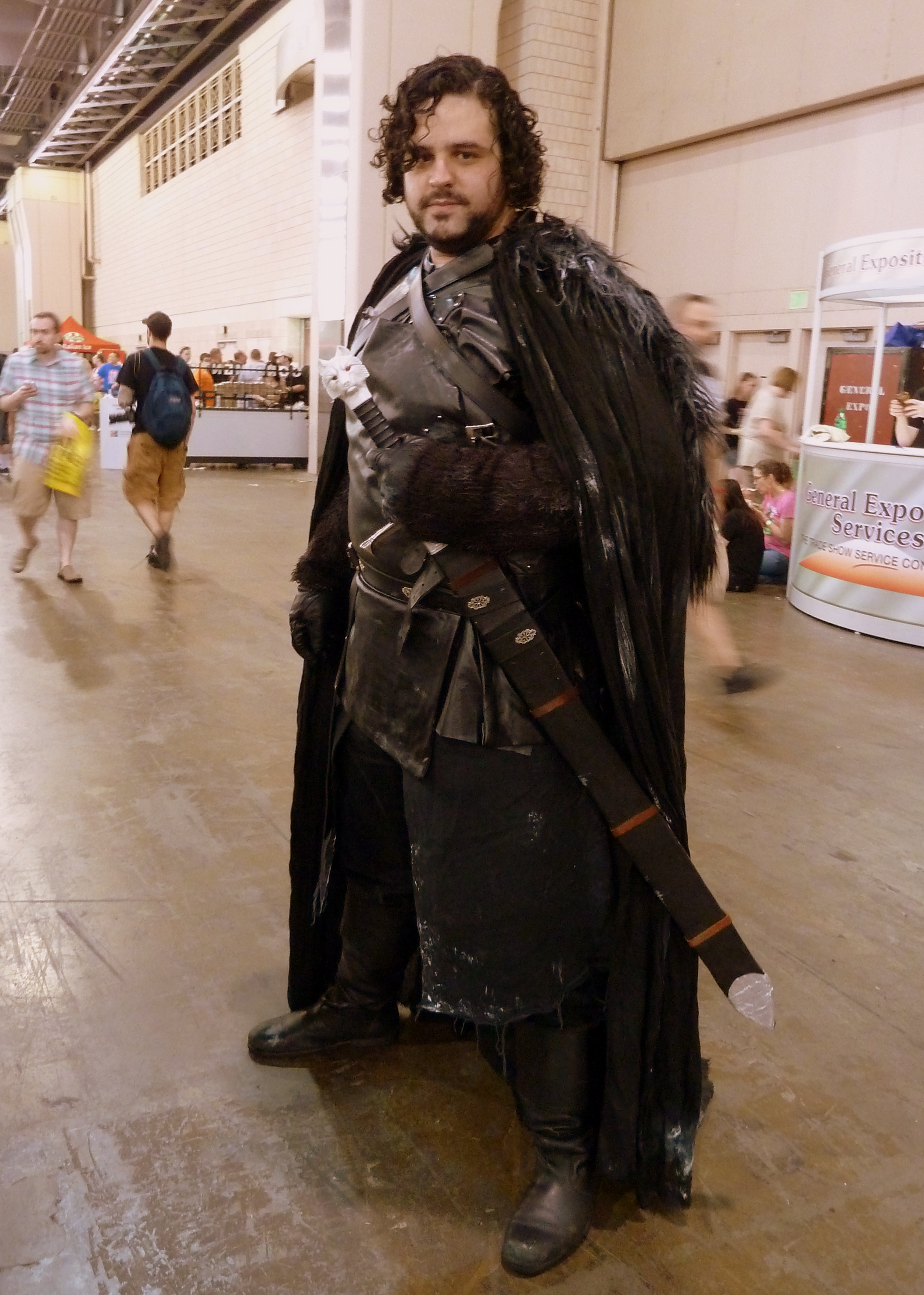
En cosplayer klädd som Jon Snow.

Jon Snow är en karaktär i bokserien Sagan om is och eld och TV-serien Game of Thrones, som baseras på böckerna. Han spelas av den brittiske skådespelaren Kit Harington i serien. Han är en av de mest populära karaktärerna i serien, och The New York Times citerar honom som en av författarens finaste skapelser. Jon är en huvudperson i TV-serien, och hans berättelse i finalen av säsong 5 genererade en stark reaktion bland tittarna. Spekulationer om karaktärens föräldraskap har också varit ett populärt diskussionsämne bland fans av både böckerna och TV-serien.
Jon introducerades Kampen om järntronen (1996) som den utomäktenskapliga sonen till Ned Stark, den ärade lorden av Winterfell, en forntida fästning i norra delen av den fiktiva kontinenten Västeros. När han känner till hans möjligheter är begränsad av hans status som en oäkting, går han med i Nattens Väktare, som vaktar de yttersta norra gränserna från de vilda som bor utanför muren. När resten av familjen Starks möter allvarliga motgångar, finner Jon sig själv ära bunden att stanna kvar med Nattens Väktare. I Kungarnas krig (1998) går han med i ett scoutingparti som undersöker det växande hotet från de andra världsliga "Andra" bortom muren, och lyckas infiltrera vildarna. Jon får veta om deras planer på att invadera Västeros i Svärdets makt (2000) och börjar bli förälskad i den våldsamma kvinnan Ygritte. Han förråder dem—och Ygritte—innan de kan attackera, men Nattens Väktares seger kommer till ett tungt pris för Jon. Nu är Jon befälhavare av Nattens Väktare, han visas kort på Kråkornas fest (2005). Jon återvänder som en framträdande karaktär i Drakarnas dans (2011) och arbetar för att förhandla om en allians mellan Nattens Väktigare och vildarna. Den växande fiendskapen som han har lockat till sig från Nattens Väktare hamnar slutligen på honom och han tvingas möta de svåra konsekvenserna.  
På HBO-serien Game of Thrones följer Jons berättelse karaktärens handling från romanen, även om säsong 6, säsong 7 och säsong 8 av TV-anpassningen fortsätter från händelserna i Martins senaste publikation. För rollen har Harington nominerats till ett Golden Globe Award.  

## TV-anpassning
Martin berättade för Rolling Stone år 2014 att några tidiga förfrågningar han fick om att anpassa Sagan om is och eld föreslog att identifiera historiens "viktiga karaktär" och fokusera på den enskilda handlingen, Jon och Daenerys Targaryen var de två mest populära valen. Martin var inte intresserad av att offra så mycket av den övergripande berättelsen. När piloten för HBO-anpassningen gick i produktion flera år senare, var en av de första rollbesättningarna som gjordes var Jon, Kit Harington tillkännagavs rollen i juli 2009. Alfie Allen och Iwan Rheon hade också provspelat rollen och fördes in i serien för att istället spela Theon Greyjoy och Ramsay Snow.
När serien hade premiär kallade TV Guide Harington för en "djup hjärtekrossare" vars Jon idoliseras av sina yngre syskon och som "söker syfte" genom att gå med i Nattens Väktare. Skaparna David Benioff och D.B. Weiss noterade senare att Jon "försöker leva med heder, samtidigt som han vet att ära ofta får sina familjemedlemmar mördade". De förklarade att han är en av flera karaktärer i serien som måste "möta hårda sanningar om världen de lever i och anpassa sig till dessa sanningar. Kampen för många av dem är hur man gör det utan att tappa greppet om vem de är." Matt Fowler från IGN skrev år 2013 att medan Jon och Daenerys berättelser i säsong 1 och säsong 2 "kändes väldigt separata" från resten av seriens handling, för första gången i säsong 3, "kändes Jons hela situation införlivad i den större bilden." Fowler tillade också att Jons "ed-brytande romantik med Ygritte tillförde mycket värme till berättelsen". I maj 2015 kallade International Business Times Jon "helt klart den populäraste karaktären" i serien.